# Эджария, Ови
Овиемуно Доминик Эджария (англ. Oviemuno Dominic Ejaria; род. 18 ноября 1997 года, Саутуарк) — футболист, полузащитник клуба «Реал Овьедо».

## Карьера
Эджария является воспитанником академии «Арсенала», в которой он тренировался до 2014 года и откуда перешёл в академию «Ливерпуля». Играл за молодёжную команду клуба. С сезона 2016/2017 привлекается к тренировкам с основной командой. 11 ноября 2016 года дебютировал в Премьер-лиге в поединке против «Уотфорда», выйдя на замену на 87-й минуте вместо Фелиппе Коутиньо. Всего в дебютном сезоне принял участие в двух встречах.
Сезон 2019/2020 провёл в «Рединге» на правах аренды, забил 3 гола в 39 матчах Чемпионшипа.
В августе 2020 года покинул «Ливерпуль» и присоединился к «Редингу» на постоянной основе.
Игрок молодёжной сборной Англии по футболу. В 2017 году вместе со сборной Англии до 20 лет стал чемпионом на молодёжном чемпионате мира. На турнире принял участие в трёх встречах, лишь единожды появившись на поле в основном составе.